# Christian Gottlob Neefe
Christian Gottlob Neefe (5 de febrero de 1748 - 28 de enero de 1798) fue un organista, compositor de ópera y director de orquesta alemán.

## Biografía
Neefe nació en la ciudad de Chemnitz en el estado de Sajonia (Alemania) el 5 de febrero de 1748. Sus primeros estudios musicales los realizó en la escuela municipal de Chemitz como niño cantor. Más tarde, cursó estudios de derecho en la Universidad de Leipzig. Cuando terminó sus estudios de leyes, comenzó su carrera musical como alumno de Johann Adam Hiller, bajo cuya tutela compuso sus primeras óperas cómicas. En 1776, Neefe acompañó a Hiller (que era el maestro de capilla de la orquesta itinerante Seyler) y realizó una gira con el conjunto alrededor de Alemania. Finalizaron dicha gira en Fráncfort del Meno, donde se casó con Suzanne Zinck, hija adoptiva del cantante Georg Anton Benda. Ella había viajado con la compañía Seyler como cantante y actriz. Con ella tuvo tres hijas y un hijo.
En 1779, se unió a la compañía teatral Helmut Großmann y se trasladó a Bonn. En 1782 se convirtió en organista de la corte para el arzobispo de Colonia, el príncipe elector Maximiliano Federico von Königsegg-Rothenfels. El matrimonio Neefe también fue contratado para el teatro del príncipe elector. Su sustituto fue Ludwig van Beethoven, un chico de 12 años que se convirtió en alumno suyo. Neefe le enseñó a tocar el piano, el bajo continuo y composición y le ayudó a componer algunas de sus primeras obras. Neefe llamaba a Beethoven "el segundo Mozart" y Beethoven siempre apreció enormemente a su profesor.
Su obra más conocida fue un singspiel llamado Adelheit von Veltheim, de 1780. En 1796 se trasladó a Dessau, en el estado de Sajonia-Anhalt, donde falleció el 28 de enero de 1798.

## Obras destacadas
- Der Dorfbarbier, singspiel (con Johann Adam Hiller en 1771)
- Die Apotheke: singspiel en dos actos. Leipzig, 1771
- Oden von Klopstock: serenata para piano y voz. Flensburg 1776
- Die Zigeuner: singspiel 1777
- Sophonisbe 1778
- Adelheit von Veltheim: singspiel en cuatro actos. Leipzig, 1780
- Doce sonatas para piano